# Mirabel, Ardèche
Mirabel (occitanska: Mirabèu) är en kommun i departementet Ardèche i regionen Auvergne-Rhône-Alpes i sydöstra Frankrike. Kommunen ligger  i kantonen Villeneuve-de-Berg som ligger i arrondissementet Largentière. År 2022 hade Mirabel 777 invånare.

## Befolkningsutveckling
Antalet invånare i kommunen Mirabel
Referens: INSEE